# Super Junior
Super Junior (hangul: 슈퍼주니어; rr: Syupeo Junieo) também conhecido como SJ or SuJu, é um grupo masculino sul-coreano que estreou em 6 de novembro de 2005 pelo produtor Lee Soo-man da SM Entertainment. O grupo estreou, inicialmente, com 12 integrantes, Leeteuk,  Heechul, Han Geng, Yesung, Kangin, Shindong, Sungmin, Eunhyuk, Donghae, Siwon, Ryeowook e Kibum. Posteriormente, Kyuhyun se juntou ao grupo no final de 2006.
O Super Junior adquiriu reconhecimento internacional após o lançamento de "Sorry, Sorry", em 2009, seu single de maior êxito comercial, a canção título de seu álbum homônino de maior sucesso de crítica. Ao longo dos anos, eles foram divididos em grupos menores, visando simultaneamente diferentes indústrias musicais e públicos. Os membros também se ramificaram individualmente para áreas de apresentação de programas televisivos e atuação. Seus êxitos e popularidade como artistas versáteis levaram outras administrações de entretenimento coreanas a também começar a treinar seus grupos musicais em outros aspectos da indústria do entretenimento.
Em 2009, Han Geng entrou com um processo contra a SM devido a termos contratuais desfavoráveis e deixou oficialmente o grupo em 2011. Em 2015, o contrato de Kibum com a SM terminou e em 2019, Kangin deixou o grupo voluntariamente. Em 2021, o Super Junior passou a possuir nove membros ativos - Leeteuk, Heechul, Yesung, Shindong, Donghae, Eunhyuk, Siwon, Ryeowook e Kyuhyun - com Sungmin em hiato desde 2015.
O Super Junior foi o artista de K-pop mais vendido por quatro anos consecutivos. O grupo ganhou treze prêmios musicais do Mnet Asian Music Awards, dezenove do Golden Disc Awards e é o segundo grupo musical a ganhar o prêmio de Artista Favorito da Coreia no MTV Asia Awards de 2008, depois de jtL em 2003. Em 2012, foi indicado ao prêmio de Melhor Artista Asiático no MTV Europe Music Awards. Além disso, venceu os prêmios de  "Artista Internacional" e "Melhor Fandom" no Teen Choice Awards de 2015. Em março de 2020, o Super Junior quebrou seu próprio recorde no topo da parada de álbuns coreana do KKBox de Taiwan, permanecendo por 122 semanas consecutivas na liderança desde o lançamento de seu oitavo álbum de estúdio coreano Play de 2017, sua versão de relançamento Replay (2018), seu nono álbum de estúdio Time_Slip de 2019 e sua versão de relançamento Timeless (2020). Por suas contribuições proeminentes a onda coreana internacionalmente, o Super Junior foi apelidado de os "Reis da Onda Hallyu".

## Carreira

### 2000–2005: Formação e estreia
Em 2000, a SM Entertainment realizou suas primeiras audições internacionais, em Pequim, China, recrutando Han Geng, que fora escolhido entre três mil candidatos. No mesmo ano, LeeTeuk, Yesung e EunHyuk foram recrutados, após participarem das audições anuais da empresa, em Seul. SungMin e DongHae tornaram-se trainees após ganharem, juntos, em primeiro lugar, um concurso patrocinado pela SM em 2001. Em 2002, Heechul e KangIn foram escolhidos junto a Kibum, que fora descoberto por um agente de talentos em Los Angeles, Estados Unidos. Siwon tornou-se trainee em 2003, após ser recrutado por agentes da empresa. Shindong tornou-se um trainee em 2004. RyeoWook venceu a competição de canto do Chin Chin Youth Festival de 2004 e tornou-se um trainee apenas dois meses antes da estreia do grupo. Já KyuHyun, que classificou-se em terceiro lugar no mesmo festival, se juntou a formação em 2006.
No início de 2005, Lee Soo-man anunciou que estava se preparando para lançar o projeto de um grupo masculino de doze membros para estrear no final do ano. Ele chamou esse grupo de cantores de "O Portão para o Estrelato na Ásia", já que a maioria dos seus integrantes, foram escolhidos por suas experiências prévias como atores, modelos e apresentadores de televisão e rádio antes da estreia. Heechul e Kibum já eram atores estabelecidos na época, e a maioria dos outros membros já havia feito diversos tipos de aparições na televisão e na mídia. Inspirado pelo conceito rotativo do girl group japonês Morning Musume, Lee disse que seu novo grupo também passaria por mudanças em sua formação, com novos membros substituindo os membros anteriores a cada ano, a fim de manter o grupo constantemente jovem e completo. Esse conceito foi então introduzido no mercado K-pop.
Por um tempo, houve rumores de que o grupo se chamaria O.V.E.R, um acrônimo para "Obey the Voice for Each Rhythm" ("Obedeça a voz de cada ritmo", em tradução livre).  No entanto, antes de o grupo definir seu nome oficial, a SM simplesmente se referia a eles como juniores, uma representação da juventude dos membros quando tornaram-se trainees da mesma. Depois que os membros mostraram seus diferentes talentos para a empresa em um piquenique, a SM finalizou o nome do grupo para Super Junior. Logo, o grupo tornou-se conhecido oficialmente como Super Junior 05, a primeira geração do Super Junior.
Em 11 de setembro de 2005, o Super Junior 05 fez sua primeira aparição, antes de sua estreia oficial, no canal televisivo Mnet. Durante a apresentação, o grupo  performou vários estilos de dança hip hop, onde dançou "Take It To The Floor" da banda B2K. Han Geng, EunHyuk e DongHae fizeram uma performance especial separados do grupo, o qual dançaram "Caugh Up" do cantor estadunidense Usher. Entretanto, a performance só foi ao ar em 16 de maio de 2006, como segmento do Super Junior Show, o primeiro documentário do grupo na televisão.
O Super Junior 05 estreou oficialmente durante uma apresentação no programa musical Popular Song da SBS, em 6 de novembro de 2005, com doze integrantes e apresentando seu primeiro single "Twins (Knock Out)". Um single digital com "Twins (Knock Out)", "You Are the One" e outras três faixas adicionais foram lançados online em 8 de novembro, seguido pelo lançamento de seu álbum de estreia Twins em 6 de dezembro de 2005. O álbum vendeu 28.536 cópias no primeiro mês de lançamento e estreou na terceira posição na tabela mensal de dezembro de 2005.

### 2006–2007: "U", subgrupos,Don't Done êxito comercial
Em fevereiro de 2006, o Super Junior 05 deu início às promoções de "Miracle", o segundo single promocional de seu álbum de estreia. "Miracle" liderou as tabelas musicais da Tailândia, atraindo o interesse dos mercados internacionais. O grupo foi posteriormente convidados a apresentar-se no Festival de Música de Pattaya na Tailândia em março de 2006, tornando-se seu primeiro concerto no exterior. Quando as promoções de "Miracle" terminaram, a SM começou a selecionar novos membros para a segunda geração do Super Junior, o Super Junior 06. A empresa até preparou uma lista de membros escolhidos que se formariam no grupo. No entanto, a empresa abandonou o conceito de rotação de integrantes, após adicionar um décimo terceiro membro, Kyuhyun, em 2006. O grupo então ficou conhecido apenas como Super Junior, sem a utilização do sufixo "05".
O grupo, agora com treze integrantes, lançou em 25 de maio de 2006, seu novo single, "U", para download digital gratuito. "U" excedeu mais de 400 mil downloads em apenas cinco horas, ultrapassando 1,7 milhão de downloads, derrubando o servidor que hospedava o arquivo. O lançamento físico de "U", com um total de três faixas, foi lançado em 6 de junho, vendendo mais de 36,500 de unidades naquele mês. A canção tornou-se uma das mais populares do ano, desfrutando a primeira colocação por cinco semanas seguidas em dois principais programas musicais coreanos. No final do ano, o Super Junior recebeu mais de sete prêmios em cinco das principais cerimônias de premiação de música da Coreia do Sul e foi um dos três vencedores de Melhor Artista Revelação no Golden Disk Awards, Mnet Asian Music Awards e no Seoul Music Awards.
No fim de 2006, Kyuhyun, Ryeowook e Yesung formaram o subgrupo Super Junior-K.R.Y., a primeira subunidade do Super Junior. Eles cantaram seu primeiro single "The One I Love", música tema do drama de televisão coreano Hyena, no programa musical Music Bank da KBS, em 5 de novembro de 2006. Em fevereiro de 2007, Leeteuk, Heechul, Kangin, Sungmin, Shindong e Eunhyuk formaram o Super Junior-T, um grupo de cantores de trote. Eles lançaram seu primeiro single "Rokkugo" em 23 de fevereiro de 2007, e fizeram uma apresentação de estreia no Popular Songs dois dias depois.
O segundo álbum oficial do Super Junior foi planejado para um lançamento no fim de 2006, entretanto, devido a um acidente de carro sofrido por Leeteuk, Shindong, Eunhyuk e Kyuhyun, este último hospitalizado e uma fratura no fêmur de Heechul, também causado por um acidente de carro no ano anterior, o seu lançamento foi adiado até meados de 2007, tendo sido lançado em 20 de setembro. Intitulado de Don't Don, o álbum vendeu mais de 60.000 unidades no primeiro dia de lançamento e estreou no topo da tabela mensal de álbuns de setembro de 2007. Embora Don't Don tenha recebido críticas mistas, o álbum vendeu mais de 160.000 cópias até o fim daquele ano, tornando-se o segundo álbum mais vendido de 2007. Adicionalmente, o  Super Junior recebeu sete indicações no KM Music Festival de 2007, ganhando três delas, incluindo o de Artista do Ano, considerado como o maior reconhecimento da cerimônia. O grupo recebeu mais dois premios no Golden Kisk Awards, incluindo um Disk Bonsang (Gravação do Ano).

### 2008–2009:Sorry, Sorrye expansão transoceânica
Em 2 de outubro de 2007, o empresário e a gravadora do grupo anunciaram oficialmente um terceiro subgrupo, o Super Junior-M, um subgrupo designado para o mercado chinês. O Super Junior-M foi lançado oficialmente na China no dia 8 de abril de 2008 no 8th Annual Music Chart Awards e com o lançamento de seu primeiro videoclipe, "U". 

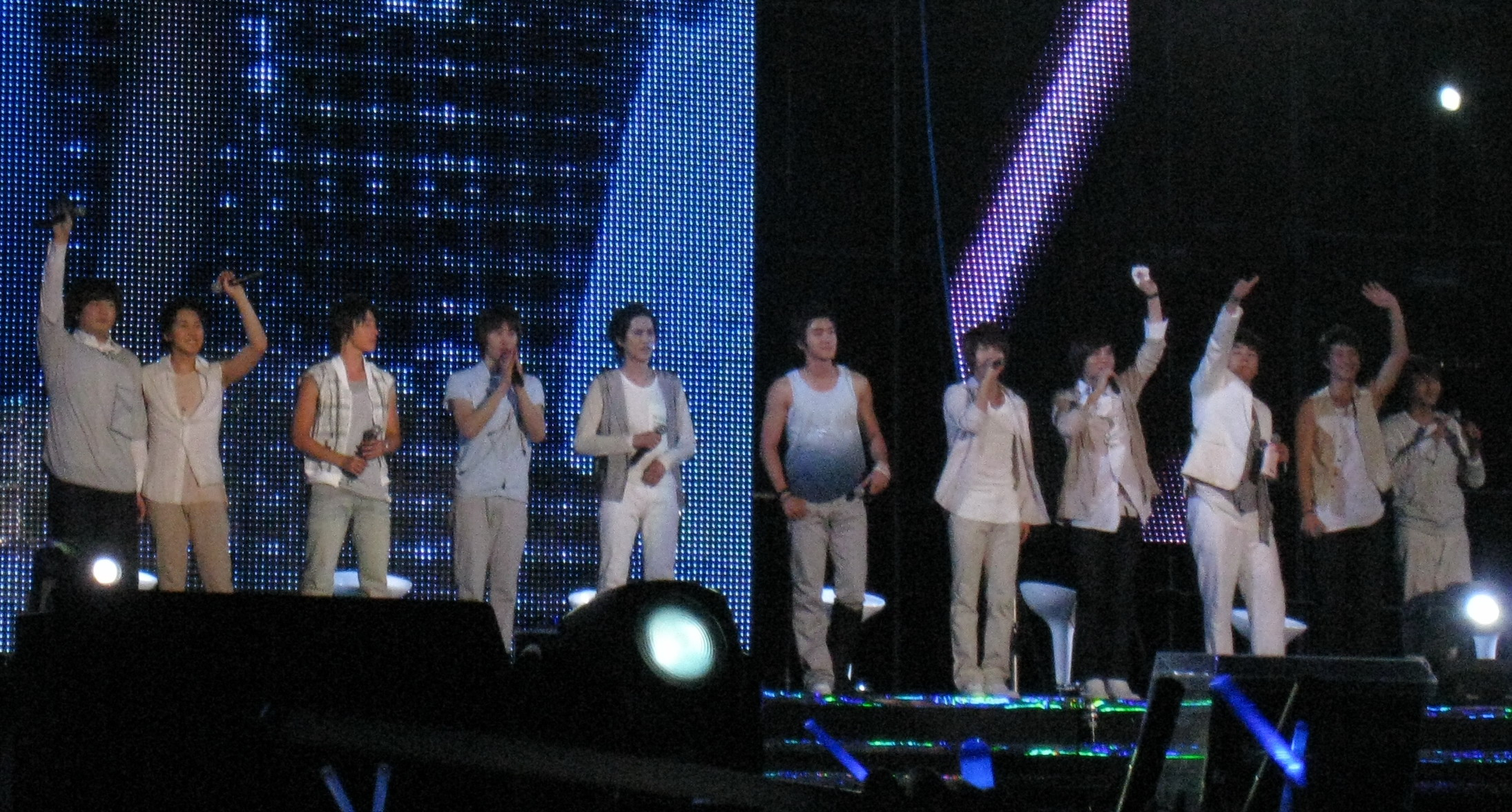
Super Junior durante a turnê SMTown Live '08 em Bangkok, na Tailândia em 2009.

A publicação do novo subgrupo criou uma polêmica entre fãs e a companhia: os fãs não apoiavam a companhia por adicionar dois novos membros ao grupo. Um quarto subgrupo foi criado pouco tempo depois do Super Junior-M. Com cinco integrantes do Super Junior-T e Yesung, foi formado o Super Junior-Happy, que lançou seu primeiro EP Cooking? Cooking! no dia 5 de junho de 2008.
Respondendo pela popularidade do Super Junior pela Ásia, o grupo realizou sua primeira turnê asiática, chamada The 1st Asia Tour - Super Show. A tour iniciou-se em 22 de fevereiro em Seul no Olympic Fencing Gymnasium. A turnê cobriu nove cidades diferentes, incluindo Pequim, Shanghai, Bangkok, Taipei, Tóquio, e Hong Kong. Os organizadores decidiram adicionar um show extra no dia 24 de fevereiro, devido ao grande sucesso das vendas.
Em 8 de julho de 2008, o Super Junior fez sua primeira aparição oficial no Japão, com seu primeiro fanmeeting no Nippon Budokan em Tóquio, como uma celebração pela grande inauguração de seu site oficial japonês, aberto em 1 de abril de 2008. Para complementar o evento, foi lançado o primeiro single japonês "U/Twins". O single estreou em quarto lugar na Oricon e se tornou o primeiro single coreano a entrar para o top 10 da parada. Estima-se que 10,000 fãs japoneses estiveram presentes no fanmeeting.
No dia 12 de março de 2009 o grupo lançou seu terceiro álbum de estúdio, Sorry, Sorry. O álbum foi o primeiro do grupo a estrear em primeiro lugar nos charts coreanos, vendendo 29,000 cópias no primeiro dia de vendas. Um mês depois do lançamento, o álbum se tornou o best-seller de 2009, vendendo mais de 250,000 cópias na Coreia do Sul. Sorry, Sorry se tornou o álbum de K-pop mais vendido em Taiwan, Tailândia, China e nas Filipinas, onde se tornou o primeiro álbum de K-pop a alcançar o primeiro lugar nas paradas musicais do país.
O single título "Sorry, Sorry" se tornou um hit, ganhando prêmios e batendo recordes por ficar dez semanas consecutivas em primeiro lugar na Coreia além de ficar por 37 semanas nos charts taiwaneses de K-pop. Sorry, Sorry conquistou sucesso nacional e internacional, tornando-se o álbum mais bem vendido do grupo na Coreia do Sul.
Sorry, Sorry ganhou diversos prêmios no 24th Golden Disc Awards, incluindo o Daesang, equivalente a música do ano. Após o enorme sucesso de Sorry, Sorry, Super Junior iniciou sua segunda turnê pela Ásia, o Super Show 2, dia 17 de julho de 2009, em Seul.

### 2010–2011:Bonamana, mudanças na formação e reconhecimento internacional
Apesar do sucesso comercial, o grupo sofreu com processos e mudanças na formação.  Embora Kibum tenha participado da promoção do Super Show 2, ele não participou dos shows, e a SM Entertainment anunciou que ele estaria deixando as atividades do grupo temporariamente para focar na sua carreira como ator. 

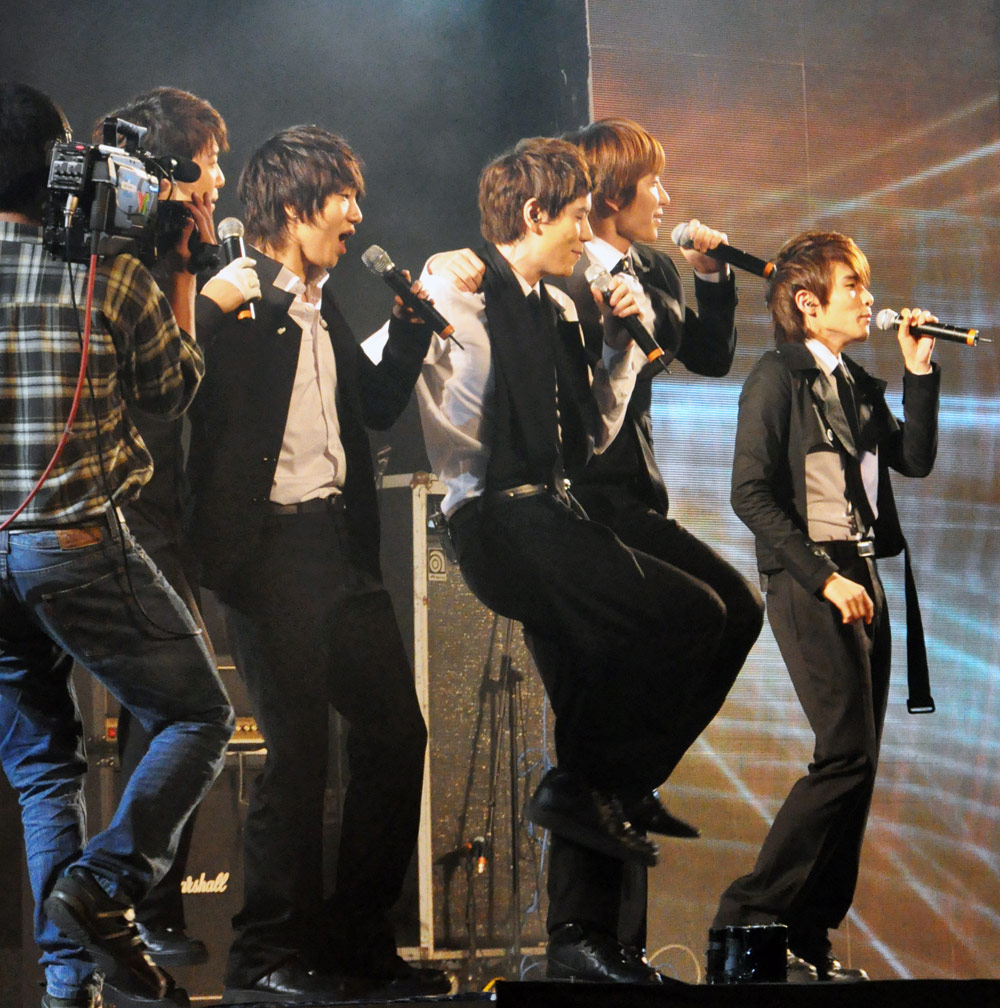
Membros do Super Junior durante concerto da MTV EXIT em Hanoi, em março de 2010.

 Em outubro de 2009, Kangin foi acusado de dirigir sob influência do álcool, batendo e fugindo em seguida, em um táxi estacionado com três passageiros. Em dezembro do mesmo ano, Han Geng entrou na justiça com um pedido de término de contrato da SM Entertainment, alegando que as disposições de seu contrato eram ilegais, e que feriam seus direitos. Ele saiu do grupo e começou uma carreira solo na sua terra natal, a China, em 2010. Ainda em dezembro, Kangin anunciou que se afastaria do grupo para cumprir os dois anos de serviço militar obrigatórios.
Com apenas dez membros, Super Junior lançou seu quarto álbum, Bonamana, em maio de 2010. Embora não tenha sido bem recebido pela crítica como Sorry, Sorry, Bonamana ultrapassou a venda de 300,000 cópias na Coreia, batendo as vendas do álbum anterior. Bonamana permaneceu no topo das paradas musicais asiáticas, quebrando o antigo recorde do grupo.
Para promover o álbum, Super Junior embarcou em sua terceira turnê pela Ásia, o Super Show 3, em 2010 e 2011. Em fevereiro de 2011, foi lançado um filme em 3D da mais recente turnê, o Super Show 3 3D em diversos cinemas. O filme estreou em sexto lugar nas bilheterias, e se tornou o filme 3D mais vendido da Coreia.
Após performar no Japão, foi lançado um álbum comemorativo, que estreou em segundo lugar nos charts online japoneses da Tower Records. A versão japonesa do DVD do Super Show 3 3D também alcançou o segundo lugar, enquanto a versão CD conquistou a décima posição.
Devido ao sucesso no Japão, o grupo lançou uma versão japonesa de "Bonamana", em junho de 2011. O single estreou em segundo lugar na Oricon, vendendo mais de 59,000 cópias na primeira semana. Mesmo assim, o single não é considerado como o single de estreia japonês.
Entre algumas pausas no Super Show 3, o grupo participou da turnê SMTown Live '10 World Tour, se apresentando em Los Angeles, Paris, Tóquio e Nova Iorque juntamente com outros artistas da SM Entertainment, apresentando-se pela primeira vez fora da Ásia.
As performances do Super Junior foram bem recebidas pela mídia, fazendo com que eles fossem considerados o Ícone da Cultura Pop Sul-Coreana, por espalhar a Onda Hallyu, recebendo o Prêmio de Ministro da Cultura pelo Ministério da Cultura, Esporte e Turismo.
Eles foram  destaque no programa da CNN Talk Asia, e falaram sobre sua popularidade e o avanço do grupo no mercado musical global. O grupo ganhou notoriedade fora da Ásia, destacando-se na Europa, América do Norte e América do Sul. Super Junior foi apontado pelas emissoras de TV mexicana TV Azteca e pela britânica BBC como o principal ícone da Onda Hallyu.

### 2011–2012:Mr. Simplee turnê mundial
O quinto álbum do grupo, Mr. Simple, lançado em 3 agosto de 2011 alcançou o primeiro lugar no Gaon Chart, vendendo 287,427 cópias. O álbum ainda permaneceu na primeira posição por quatro semanas, vendendo 441,000 cópias até outubro de 2011, na Coreia do Sul. O álbum estreou na terceira posição no Billboard World Albums Chart e na décima-sétima na Oricon. A canção título, "Mr. Simple" ganhou o primeiro lugar em sua primeira apresentação no M!Countdown da Mnet. 

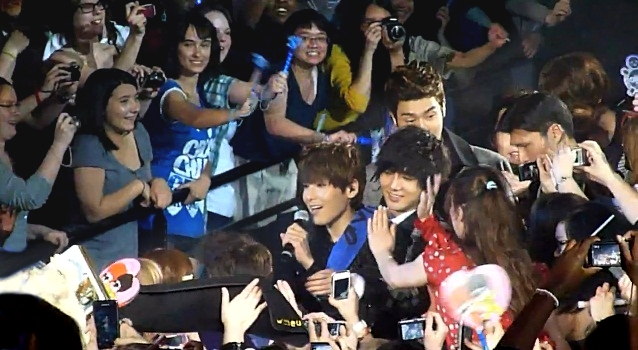
Super Junior apresentando-se no Zénith de Paris, na França, em abril de 2012.

Em setembro de 2011, Heechul deixou temporariamente o grupo para cumprir seu serviço militar obrigatório. Em novembro do mesmo ano, o grupo deu inicio a sua quarta grande e primeira turnê a se estender pelo mundo, Super Show 4. O segundo single japonês, a versão japonesa de "Mr. Simple" foi lançado dia 7 de dezembro, porém, a estreia japonesa novamente não foi oficializada. O single foi o primeiro do grupo a alcançar o topo das paradas da Oricon. O grupo gravou a canção "Santa U Are The One" juntamente com os membros do Super Junior-M, Zhou Mi e Henry, para o álbum 2011 Winter SMTown – The Warmest Gift, lançado dia 13 de dezembro. Além disso, Donghae e Eunhyuk lançaram o single digital Oppa, Oppa, no dia 16 de dezembro, mesmo dia em que apresentaram a canção no Music Bank, finalizando as promoções do ano.
Ainda em 2011, Super Junior foi escolhido como a estrela da Hallyu que os fãs estrangeiros mais gostariam de conhecer. Uma pesquisa feita pela Arirang TV também revelou que Super Junior é o artista coreano mais querido em 188 países.

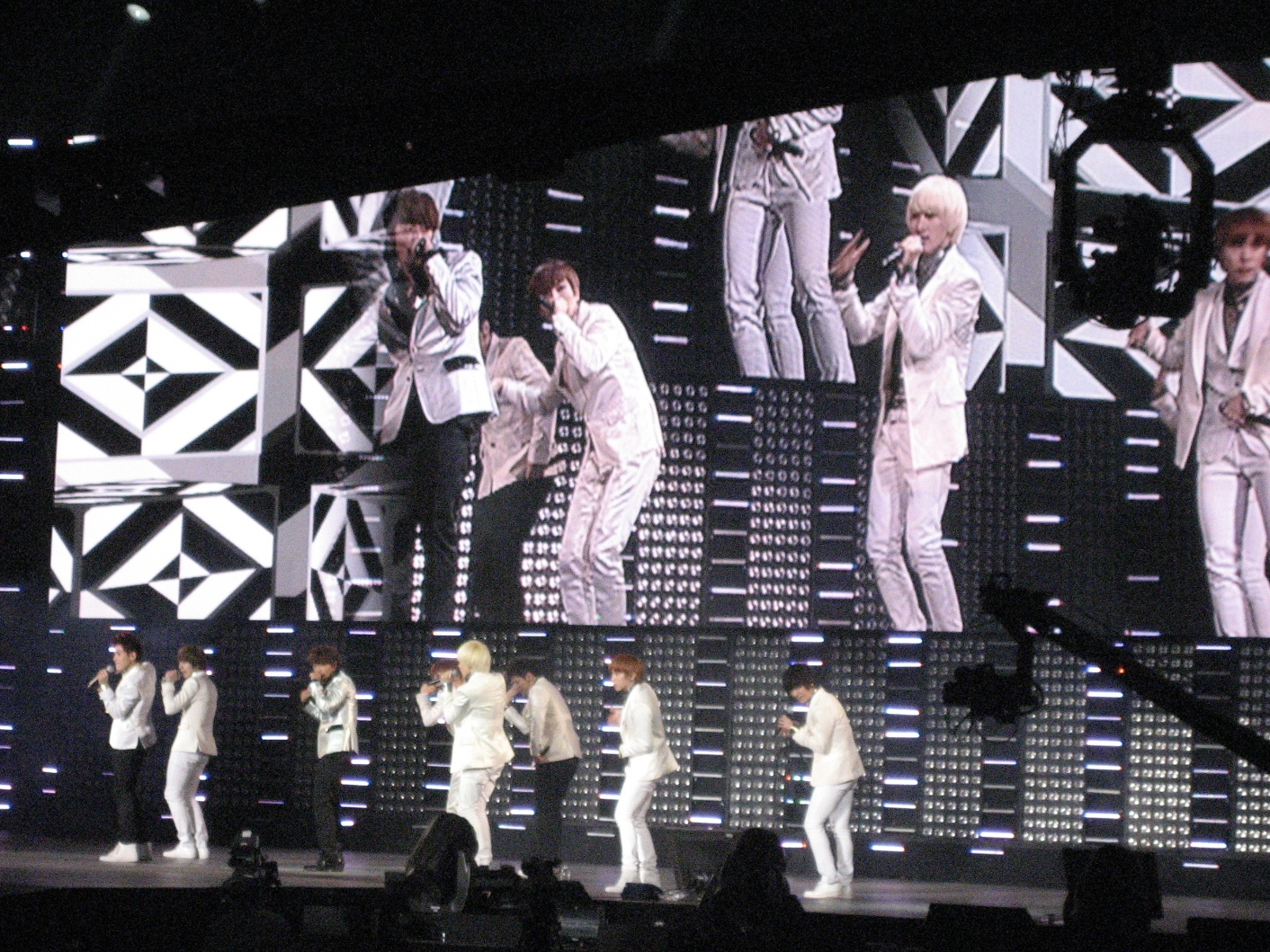
Super Junior durante um show da turnê SM Town Live '10 World Tour em Nova York, em 2011.

Em 11 de janeiro de 2012, Super Junior participou do 26th Golden Disc Awards, realizado no Kyocera Dome, em Osaka, no Japão. O grupo recebeu quatro prêmios: Prêmio de Popularidade, Prêmio MSN Japan, Disk Bonsang e o grande prêmio, Disk Daesang, seguido pelo êxito no Seoul Music Awards em 19 de janeiro, no qual foram premiados com mais um Bonsang e um Daesang. No dia 13 de janeiro, o grupo foi "coroado" como o "Rei do Álbum" em Taiwan, após o quarto e quinto álbum terem alcançado a primeira e segunda colocação nos rankings de música coreana de 2012. Alem disso, Super Junior alcançou o topo no KKBOX K-Pop por 64 semanas consecutivas, com a canção "Bonamana", marcando o recorde mais longo na história da parada. Posteriormente, "Mr. Simple" permaneceu por 46 semanas consecutivas (a partir de 4 de julho de 2012), quebrando o próprio recorde. No dia 22 de fevereiro, Super Junior ganhou o prêmio de "Álbum do Ano" para o 3º trimestre no Gaon Chart Awards e no dia 13 de março, eles conquistaram o prêmio de vídeo de K-pop favorito para "Mr. Simple" no MYX Music Awards.
Além disso, a turnê Super Show 4 foi terminada com êxito, passando por 10 cidades do mundo, incluindo Seul, Osaka, Taipei, Singapura, Macau, Bangkok, Paris, Xangai, Jacarta e Tóquio durante seis meses, após ter sido iniciada em novembro de 2011. Foi o primeiro artista coreano a ter um concerto na França, levando mais de 6.400 pessoas. A turnê também chamou a atenção dos críticos e da mídia depois de atrair 80 mil pessoas para o Kyocera Dome sem ter feito uma estreia ou promoção oficial no país. Combinando suas quatro turnês, o grupo reuniu um total de 900 mil pessoas.

### 2012:Sexy, Free & Singlee sucesso no Japão
Após o sucesso no Kyocera Dome em 2011, o grupo tornou-se mais ativo no Japão durante o primeiro semestre de 2012. A dupla Donghae & Eunhyuk lançou a versão japonesa de "Oppa, Oppa" estreando em segundo no ranking diário e semanal da Oricon. Eles também realizaram um encontro de fãs em Tóquio com a participação de 4.500 pessoas, onde uma versão japonesa da canção "Opera" foi apresentada. O grupo anunciou dois shows no Tokyo Dome durante o Super Show 4, realizados em 12 e 13 de maio, atraíndo um público de 100 mil pessoas. 

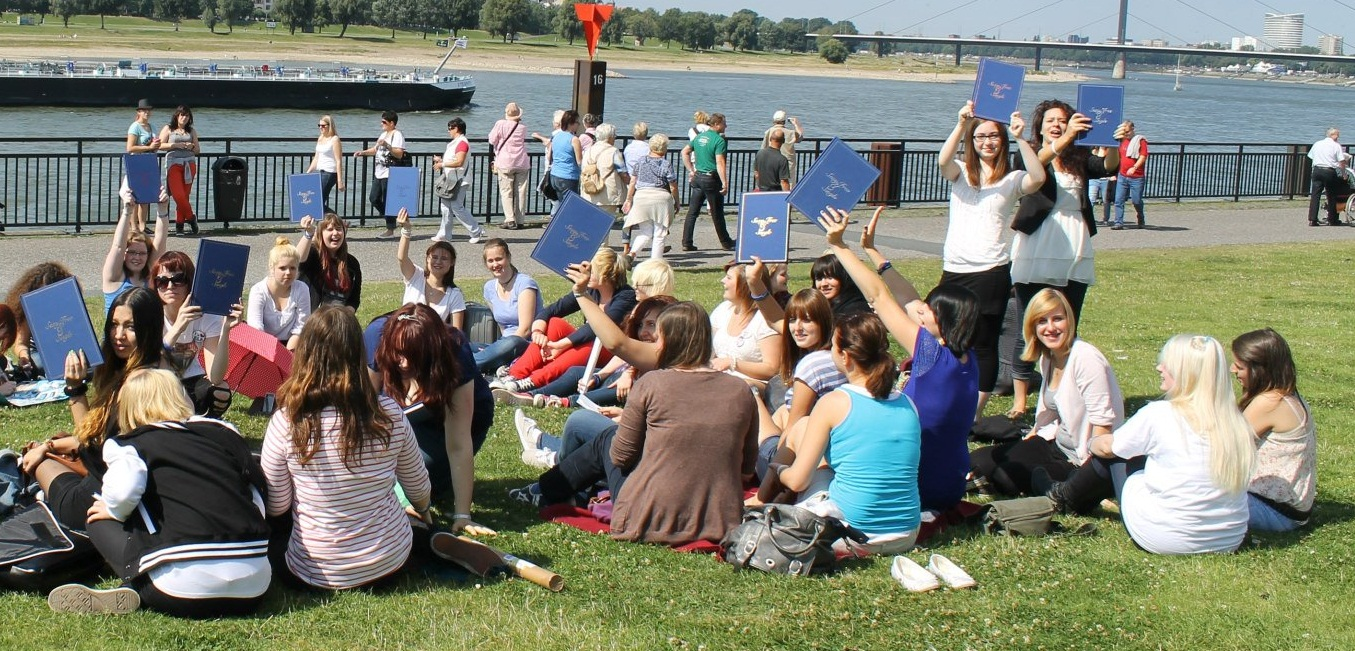
Fãs alemãs com cópias do sexto álbum do grupo, Sexy, Free & Single, em agosto de 2012.

 Em 9 de maio de 2012, o single japonês "Opera" foi lançado, vendendo 159.798 cópias em sua primeira semana e alcançando o número 1 do ranking diário da Oricon.
Em junho de 2012, a SM Entertainment anunciou a volta de Kangin para o lançamento do sexto álbum, Sexy, Free & Single, que foi lançado online dia 1 de julho e dia 4 nas lojas. O MV de "Sexy, Free & Single" foi lançado dia 3 de julho. No dia 7 de agosto, o relançamento de Sexy, Free & Single foi lançado. Spy inclui quatro canções inéditas, das quais duas foram compostas por Leeteuk e uma por Donghae. O MV de "Spy" foi lançado dia 13 de agosto.
O sexto álbum Sexy, Free & Single entrou no ranking do iTunes em diversos países como Austrália, França, Peru e Japão. O álbum também entrou pro ranking da Billboard World Albums Chart em terceiro lugar. O album estreou em primeiro nos charts coreanos, vendendo 335,744 cópias em um mês, e permanecendo e na primeira posição por três semanas consecutivas, totalizando 459,182 cópias vendidas em dois meses. O álbum também alcançou a primeira colocação no Hanteo Chart com mais de 200,000 cópias vendidas, tornando-se o primeiro grupo a realizar isso em 2012. O grupo atingiu a primeira colocação no ranking do Hanteo Chart Top 5 K-Pop Artists de janeiro-setembro de 2012, ganhando o Singer Award, além de alcançar a primeiro lugar e ganhar o Album Award de janeiro-novembro de 2012.

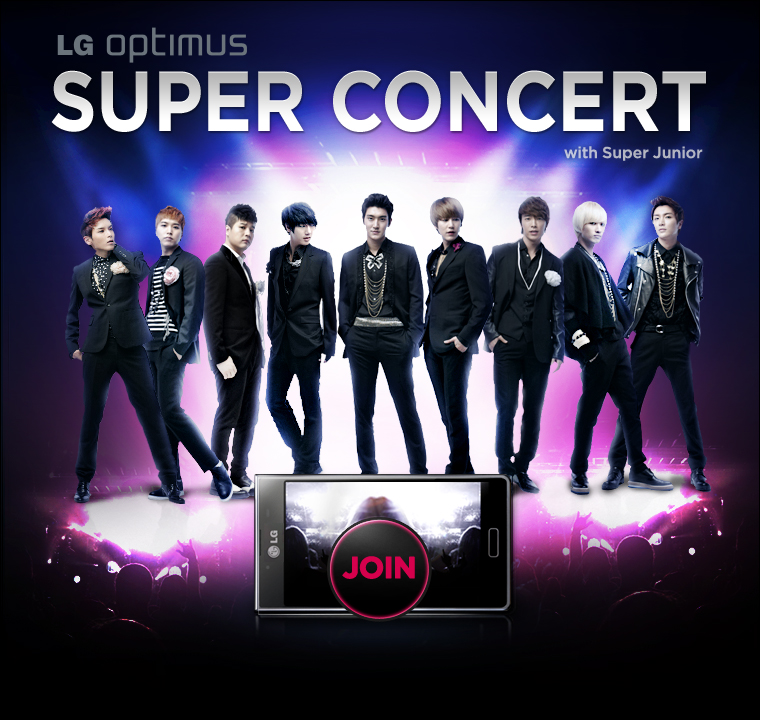
Super Junior em um pôster promocional para a LG.

Sexy, Free & Single ficou em primeiro lugar por várias semanas no Taiwan KKBOX KPOP chart, colocando todas as canções do álbum no ranking. Uma versão japonesa de "Sexy, Free & Single" foi lançada como single dia 22 de agosto, vendendo 118,902 cópias, sendo considerado "ouro" por vender mais de 100,000 unidades. Super Junior ganhou o prêmio Teen Style Icon no Style Icon Awards, em outubro de 2012. No dia 30 do mesmo mês o líder Leeteuk se afastou das atividades do grupo para cumprir suas atividades obrigatórias no exército sul-coreano.
Em novembro, eles venceram o prêmio de "Melhor Grupo" no 19th Korean Entertainment Arts Awards. No dia 30 de novembro, o grupo participou do Mnet Asian Music Awards onde ganhou três prêmios: "Álbum do Ano", "Melhor Grupo Global - Masculino" e "Best Line Award". Esse foi o segundo ano consecutivo em que o grupo ganha o prêmio de "Album do Ano". No início de  dezembro o filme da turnê Super Show 4 em 3D foi premiado com o "Prêmio de Obra de Arte" no International 3D Festival, sendo o único artista juntamente com o grupo Glam a ganhar um prêmio. Em 15 de janeiro de 2013, o grupo foi premiado com um Daesang, o prêmio principal do 27th Golden Disc Awards, sendo o terceiro no total e o segundo ganhado consecutivamente.
Em 31 de outubro, a Avex Trax lança a versão em DVD do Super Show 4 no Japão com o concerto em Osaka e em Tóquio junto com material especial. Na primeira semana de lançamento, o DVD conquistou a Triple Crown na Oricon após alcançar o primeiro lugar nos três rankings semanais: compilação, DVD musical e Blu-ray Disc. Super Junior se tornou o primeiro artista masculino estrangeiro a atingir esse recorde no Japão. Após isso, o trio Super Junior-K.R.Y. começou uma rodada de concertos especiais de inverno ainda no Japão. Eles realizaram três paradas em Yokohama em 22, 23 e 24 de novembro, três paradas em Kobe, em 22, 23 e 24 de dezembro e três paradas no Nippon Budokan em 22, 23 e 24 de janeiro de 2013.
Super Junior pisou em solo sul-americano pela primeira vez em 2 de novembro de 2012, junto com MBLAQ, Rania, CN Blue, Davichi e After School para participar do Music Bank realizado no palco da Quinta Vergara em Viña del Mar, no Chile, reunindo mais de 8,000 pessoas.

### 2013: Retorno dos subgrupos,Heroe turnê mundialSuper Show 5
Em 6 de janeiro, o vídeo da música "Break Down" foi revelado em uma conferência de imprensa na China, dando início a uma nova promoção do Super Junior-M. O álbum alcançou o primeiro lugar no Billboard World Albums Chart e teve várias aparições no iTunes de diferentes países. 

Super Junior durante apresentação em São Paulo, no Credicard Hall, em abril de 2013.

 Pela primeira vez, o subgrupo voltado para o mercado chinês promoveu em programas de música na Coreia do Sul para completar a promoção, assim como em Taiwan e Hong Kong. Em 23 de janeiro, o trio Super Junior-K.R.Y. lançou seu primeiro single original, "Promise You", no Japão. O single foi lançado no segundo dia de inverno concertos especiais no Budokan. O single estreou em segundo lugar no ranking da Oricon, mais tarde chegando ao número um, vendendo mais de 69.000 cópias na primeira semana.
Em 13 de fevereiro, Super Junior participou da cerimônia do Gaon Chart Awards, onde ganhou o prêmio de álbum mais vendido no terceiro trimestre de 2012. Durante o discurso de agradecimento, Eunhyuk confirmou que o grupo iria iniciar sua quinta turnê, a segunda pelo mundo, o Super Show 5, em Seul. No dia 10 de março, o grupo anunciou que sua segunda turnê mundial, o Super Show 5, durante um hangout do Google+, passaria pela América Latina, incluindo o Brasil, Argentina, Peru e Chile. A turnê foi iniciada em 23 de março, na cidade de Seul. O show no Brasil ocorreu no dia 21 de abril, no Credicard Hall, em São Paulo, sendo o primeiro grande evento do gênero no país. Super Junior se tornou o único artista coreano a realizar um concerto de sucesso em quatro países da América do Sul e quebrou um recorde depois de liderar o maior número de público no continente para um artista sul-coreano.
O lançamento do primeiro álbum de estúdio japonês do grupo, Hero, foi marcado para 24 de julho. No dia de seu lançamento, Hero disparou direto para o topo da Oricon, permanecendo na mesma posição da lista ao longo da semana. Um dia antes do lançamento de Hero, o grupo lançou o trailer de seu segundo filme em 3D através do canal oficial da SM Entertainment no YouTube. "Super Show 4 3D" cobre a primeira turnê mundial do grupo, realizada entre 2011 e 2012, mostrando as melhores performances mais detalhadamente. O filme foi lançado nos cinemas sul-coreanos em 8 de agosto de 2013.

### 2014:Mamacitae nova turnê mundial,Super Show 6
Os subgrupos do Super Junior continuaram a realizar os seus lançamentos. DongHae & EunHyuk continuaram suas promoções no Japão com seu primeiro álbum completo japonês, Ride Me, lançado em fevereiro, além do single "Skeleton", em agosto. A dupla também realizou sua primeira turnê no Japão, a Super Junior D&E The First Japan tour 2014, que passou por 8 cidades em 22 concertos, reunindo cerca de 100 mil fãs, no total.
Em março, Super Junior-M retornou com o EP Swing, recebendo boa resposta na Coreia, onde o grupo promoveu mais uma vez em programas musicais. Henry, integrante do subgrupo, continuou a mostrar seus talentos. Fantastic, EP lançado em julho, foi elogiado e até mesmo lançado como um single no Japão.
Em agosto de 2014, a SM Entertainment anunciou que Leeteuk, que encerrou suas atividades no serviço militar sul-coreano no dia 29 de julho de 2014, e Heechul, que não participava de atividades oficiais do grupo na Coreia do Sul desde que se alistou, em 2011, voltariam às atividades do Super Junior, para o sétimo álbum do grupo, Mamacita, que foi lançado digitalmente em 29 de agosto, e lançado fisicamente, nas lojas, em 1 de setembro, dois anos após o lançamento anterior, Sexy, Free & Single.
A versão física do álbum foi uma das mais vendidas de 2014, provando mais uma vez a popularidade do Super Junior ao redor do mundo como um dos principais nomes da onda Hallyu mundialmente. O álbum ficou no topos de gráficos da Coreia, Taiwan e Hong Kong e também recebeu críticas positivas até mesmo da Billboard americana.
Após o lançamento, o vídeoclipe de “Mamacita” alcançou 1 milhão de visualizações no Youtube em menos de 8 horas, atingindo 2 milhões de visualizações em um dia. Para agradecer, o grupo realizou eventos especiais on-line e presenciais para os fãs.
Outros dois membros também anunciaram seus lançamentos solo: Zhou Mi, integrante do Super Junior-M e seu primeiro mini-álbum solo,  Rewind e, depois de muitos rumores de um álbum solo que circulavam desde 2013, Kyuhyun finalmente lançou seu primeiro trabalho solo, o mini-álbum At GwangHwamun, que alcançou o topo de diversas paradas musicais sul-coreanas por diversas semanas.
A terceira turnê mundial do grupo, Super Show 6 teve início em 19 de setembro, com um show em Seul, seguidos por mais dois shows na mesma cidade, marcando seu centésimo concerto no dia 21 de setembro, e também levando o grupo a ser o primeiro artista coreano a realizar cem concertos mundialmente.

### 2015–2017:Devil, aniversário de 10 anos de estreia e hiatos
Em 7 de março, a dupla Donghae & Eunhyuk fez seu retorno com o mini-ábum The Beat Goes On, promovendo com as canções "Growing Pains" e "Can You Feel It?". O sucesso das vendas físicas ocasionou no primeiro prêmio da dupla, no programa Music Bank. A dupla também realizou sua segunda turnê no Japão, associada ao mini-álbum lançado no país, Present, e iniciou uma nova turnê, dessa vez passando por vários países asiáticos.
No dia 24 de março, Shindong iniciou seu serviço militar obrigatório oficialmente, na 28ª Divisão de Infantaria de Yeoncheaon. No dia 31, foi a vez de Sungmin alistar-se, em um campo de treinamento na província de Gyeonggi.

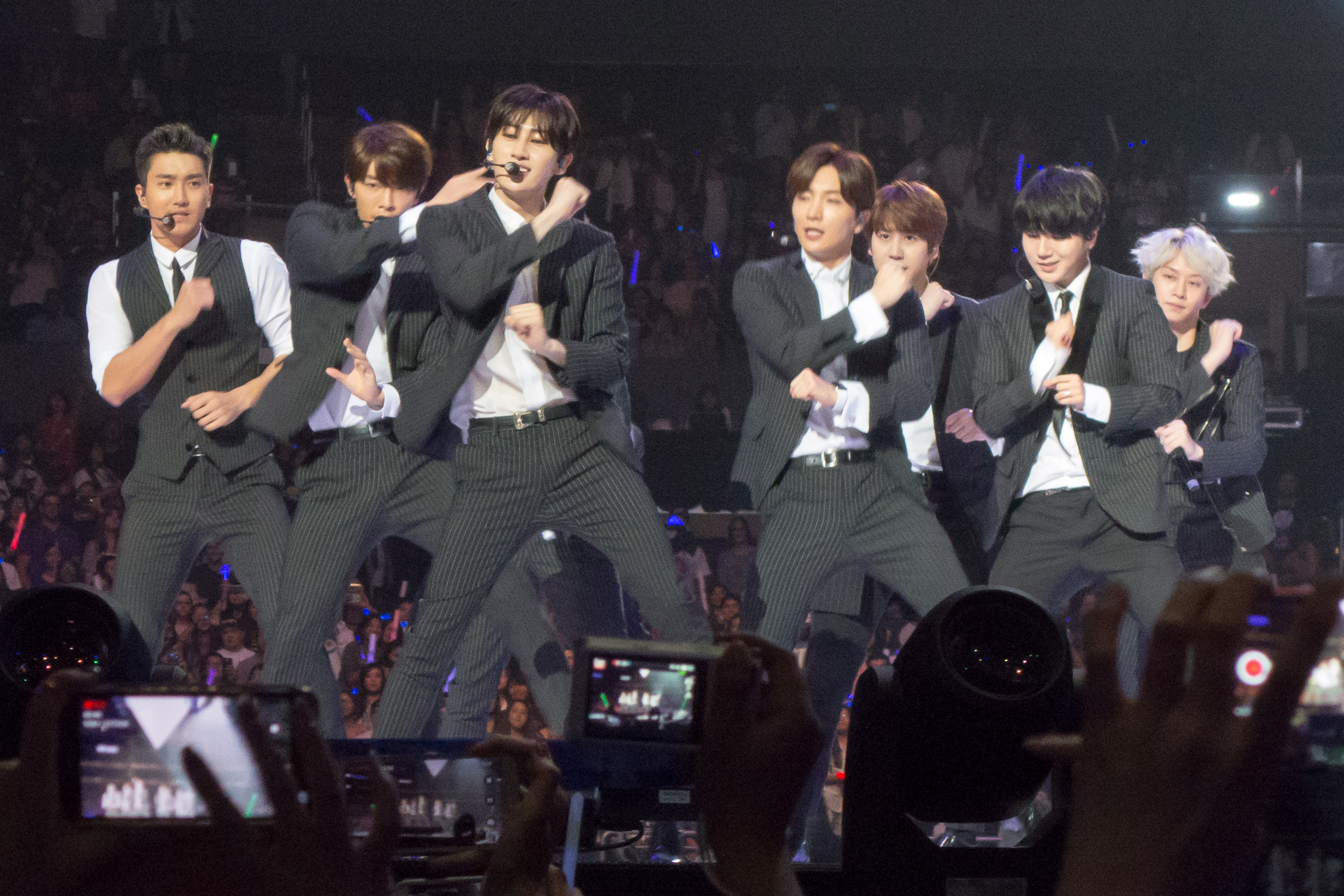
Super Junior apresentando-se durante o KCON 2015, no Staples Center, em Los Angeles.

Em 5 de maio de 2015, Yesung foi dispensado oficialmente do serviço militar, após cumprir 23 meses como servidor público. Durante o mês de junho, o subgrupo Super Junior-K.R.Y. realizou uma nova turnê no Japão, a Super Junior-K.R.Y. Japan Tour 2015 ～phonograph～, marcando a volta de Yesung, sendo sua primeira aparição oficial desde seu alistamento.
Nos dias 11 e 12 de julho, Super Junior realizou os últimos shows da turnê Super Show 6. Além de performar grandes sucessos, o grupo apresentou quatro novas músicas: "Devil", "Alright", "Don't Wake Me Up" e "Stars Appear...". Em 16 de julho, Super Junior retornou para o cenário musical com um lançamento especial, em comemoração aos 10 anos do grupo: o álbum intitulado Devil. O álbum também é marcado por conter canções de vários subgrupos. Super Junior-M aparece com "Forever with You", Super Junior-T com "Love at First Sight", Super Junior-K.R.Y. com "We Can" e Donghae & Eunhyuk com "Don't Wake Me Up". Devil chegou a ficar na primeira posição no ranking de álbuns mais vendidos do Hanteo, na segunda posição no Gaon Chart, além de ficar em primeiro lugar no iTunes em 10 países diferentes.
Devil foi bastante elogiado pela Billboard, em um artigo com um artigo intitulado "Super Junior mostra um lado Ágil & Sexy no vídeo de ‘Devil'”,  onde cita que "Devil" é a melhor canção do Super Junior dos últimos tempos, além de possuir um videoclipe cinematográfico.
No dia 1º de agosto, Super Junior apresentou-se no KCON 2015, o maior festival de K-pop realizado nos Estados Unidos, ao lado de GOT7, Monsta X, Sistar e Roy Kim, realizado no Staples Center, em Los Angeles. O grupo performou diversos sucessos, como "Mr. Simple", "Sorry, Sorry", e o novo single, "Devil".
Em 16 de agosto, o grupo venceu em duas categorias, Melhor Artista Internacional e Melhor Fã-clube, na premiação estadunidense voltada para adolescentes Teen Choice Awards, apresentada pela FOX.
Em 20 de agosto de 2015, Kibum, que estava em inatividade desde 2009, anunciou o término de seu contrato com a SM Entertainment através de sua conta no Instagram, desligando-se oficialmente do grupo.
Devido os alistamentos militares, o grupo anunciou hiato até 2017, com previsão de retorno na segunda metade do ano. Entretanto, os integrantes que já cumpriram a carreira militar e os que ainda não se alistaram continuaram com diversas atividades individuais, como as estreias como cantores solo de Ryeowook e Yesung, e a estreia japonesa de Kyuhyun.
Em 11 de outubro de 2016, Ryeowook alista-se ao serviço militar obrigatório na 37ª divisão em Jeungpyeong como soldado ativo.

### 2017–2018:Play,One More Timee Super Show 7
Em 27 de setembro de 2017, o site do Super Junior iniciou uma contagem regressiva para a data de 6 de novembro - ocasião de  seu 12º aniversário - anunciando-o como a data de retorno de seu oitavo álbum de estúdio, sem Ryeowook e Kyuhyun, pois cumpriam seu serviço militar obrigatório. Em 9 de outubro, um reality show intitulado SJ Returns - Super Junior Real Comeback Story, apresentando o desenvolvimento de seu álbum, começou a ser exibido. Em 30 de outubro, o video musical de "One More Chance", uma balada pop-rock, foi lançado como uma faixa de pré-lançamento do próximo álbum. No dia seguinte, a gerência do selo do Super Junior, SJ Label, anunciou que Siwon estaria fora das atividades promocionais do projeto, devido a um incidente fatal envolvendo um cão de estimação da família.
Em 6 de novembro, o Super Junior deu uma entrevista coletiva onde  discorreu sobre seu oitavo álbum, Play, lançado no mesmo dia. O álbum consistiu de um total de dez faixas, com "Black Suit" sendo o single principal. Ainda no mesmo dia, o vídeo musical de "Black Suit" foi lançado, ganhando três milhões de visualizações em 24 horas. Em 11 de dezembro, o Super Junior lançou seu álbum single japonês "On and On", que foi composto exclusivamente por Siwon e em 15 de dezembro, iniciou sua turnê mundial, a Super Show 7 com concertos em Seul.
No início de 2018, foi anunciado um relançamento de Play,  intitulado Replay, a ser lançado em 12 de abril de 2018. Sua faixa-título cantada em coreano, espanhol e inglês de nome "Lo Siento", foi lançada na mesma data de Replay e contém a participação da cantora hispânica nascida nos Estados Unidos, Leslie Grace e dos produtores vencedores do Grammy Awards, Play-n-Skillz. "Lo Siento"  estreou em 13º lugar na parada de vendas de canções digitais latinas da Billboard, fazendo do Super Junior o primeiro artista de K-pop a entrar nesta parada e também estreou na segunda posição na parada mundial de vendas de músicas digitais. Em 10 de julho de 2018, Ryeowook concluiu seu alistamento obrigatório. Sua dispensa foi mostrada em um episódio especial de duas partes no programa de televisão Super TV da xTvN, também filmado na ilha Jeju.
No fim de agosto, foi anunciado que o Super Junior se apresentaria na cerimônia de encerramento dos Jogos Asiáticos de 2018 em Jacarta em 2 de setembro. Heechul não compareceu a apresentação devido a problemas de saúde e o grupo se apresentou com apenas sete membros. Em 8 de outubro, o Super Junior lançou um EP especial, One More Time, trazendo os singles "Animals" lançado em 27 de setembro e "One More Time (Otra Vez)", este último lançado na mesma data do EP e contendo a participação da banda mexicana Reik, que estreou em dezoito na parada de vendas de canções digitais latinas e em quarto na parada de vendas digitais mundiais.

### 2019–presente: Saída de Kangin,Time Slip, Super Show 8, aniversário de 15 anos,StareThe Renaissance
Em 1 de março de 2019, um vídeo musical especial de "Ahora Te Puedes Marchar" foi lançado como parte das promoções de One More Time. A canção cantada pelo Super Junior inteiramente em espanhol, é uma versão do cantor mexicano Luis Miguel. Em 7 de novembro, o grupo tornou-se o primeiro artista coreano a apresentar-se na cerimônia de premiação mexicana Premios Telehit, onde recebeu um prêmio especial. Em 7 de maio, Kyuhyun cumpriu seu alistamento obrigatório, marcando o fim dos serviços militares do Super Junior. Em 11 de julho, Kangin voluntariamente deixou o Super Junior, embora manteve seu contrato com a SM e Label SJ. Em 12 de julho, o Super Junior trouxe sua turnê mundial a Super Show 7S para a Cidade dos Esportes Rei Abdullah, como parte do festival Jeddah Season, tornando-se o primeiro ato asiático e de K-Pop a realizar um concerto solo na Arábia Saudita. As subunidades Super Junior-K.R.Y. e Super Junior-D&E também se apresentaram no festival no dia seguinte.
Em 12 de outubro, o Super Junior embarcou na Show 8: Infinite Time,, sua oitava turnê, iniciando-a com concertos em Seul. Em 14 de outubro, o grupo lançou seu nono álbum de estúdio, Time Slip, com Sungmin realizando atividades pessoais fora do grupo nesse período. O álbum é apoiado por quatro singles de pré-lançamento, "Show", "Somebody New", "The Crown" e "I Think I", e o single principal "Super Clap". Em 20 de outubro, o Super Junior retomou as suas atividades promocionais na televisão, comparecendo ao Inkigayo para apresentar "Super Clap", sem Heechul devido a sua lesão. "Super Clap" venceu o primeiro lugar nos programas musicais semanais M Countdown e Music Bank. O álbum recebeu ainda, uma certificação de platina em 12 de dezembro de 2019.
Em 29 de janeiro de 2020, o Super Junior lançou seu segundo EP, japonês  I Think U,  que rapidamente alcançou o primeiro lugar pela Oricon Daily Albums Chart. Em maio, foi anunciado que o grupo seria a atração principal do Beyond Live, um serviço de transmissão de apresentações online ao vivo - organizado conjuntamente pela SM Entertainment e Naver. Esta foi a primeira apresentação do Super Junior após o cancelamento de diversas datas do Super Show 8: Infinite Time, devido ao impacto da propagação da pandemia COVID-19, e foi organizado como parte de um projeto de atividades durante o ano de 2020 para comemorar quinze anos desde a estreia do grupo. A apresentação ao vivo foi realizada em 31 de maio para um público de mais de 123.000 pessoas ao redor do mundo. Sua receita foi estimada em mais de sessenta bilhões de wones. Durante o concerto, o Super Junior tocou canções do grupo e suas subunidades, marcando também a primeira apresentação de "Home", nova faixa inédita da subunidade Super Junior KRY, pertencente a seu primeiro álbum de estúdio, lançado em 8 de junho de 2020.
O Super Junior estava programado para lançar seu décimo álbum de estúdio, em dezembro de 2020. Um single de pré-lançamento intitulado "The Melody" foi lançado em 6 de novembro de 2020 para comemorar o 15º aniversário do grupo. No mesmo mês, o Super junior assinou um contrato com a agência estadunidense de talentos e literária, ICM Partners, a fim de representá-los em outras regiões além da Ásia. Em 10 de dezembro, foi anunciado que o lançamento de seu álbum seria adiado para janeiro de 2021, a fim de melhorar a qualidade do mesmo. Dois dias depois, o grupo revelou  um novo single inédito de seu álbum durante o The Fact Music Awards.
Ainda como parte de suas comemorações de aniversário de quinze anos, foi lançado em 27 de janeiro de 2021, uma coletânea chamada Star, que produziu duas novas faixas, "Star" e "Coming Home". O álbum foi bem recebido, atingindo o top 3 pela Oricon Daily Albums Chart no dia de seu lançamento, e com pico de número cinco pela Oricon Weekly Albums Chart. Em 16 de março, após adiamentos de outras datas previamente anunciadas, The Renaissance, seu décimo álbm de estúdio coreano é lançado, gerando o single  "House Party" lançado na mesma data do álbum. The Renaissance tornou-se seu sétimo álbum de estúdio a atingir o topo da Gaon Albums Cart.

## Integrantes
Em dezembro de 2009, Han Geng pediu a anulação de seu contrato após uma ação judicial contra sua agência, a SM Entertainment. Posteriormente, em dezembro de 2010, ele venceu a ação, embora sua saída do Super Junior tenha sido oficializada somente em 27 de setembro de 2011, quando a SM lançou uma declaração oficial. Em 20 de agosto de 2015, Kibum, em inatividade desde 2009, anunciou o termino de seu contrato com a SM através de sua conta no Instagram, desligando-se oficialmente do grupo. Mais tarde, em julho de 2019, foi anunciado pela Label SJ que Kangin havia deixado o Super Junior, embora ele mantivesse um contrato com a SM.
Todos os membros completaram o serviço militar obrigatório durante o período de setembro de 2011 a maio de 2019. Heechul alistou-se em 1 de setembro de 2011, completando seu serviço militar em 30 de agosto de 2013. LeeTeuk alistou-se para o serviço militar obrigatório em 30 de outubro de 2012, e o terminou em 29 de julho de 2014. Yesung alistou-se para o serviço militar obrigatório em 6 de maio de 2013, completando-o em 4 de maio de 2015. Shindong planejava alistar-se para o serviço militar obrigatório em 25 de novembro de 2014, mas adiou seu alistamento devido a um problema de saúde. Shindong alistou-se para o serviço militar obrigatório em 24 de março de 2015, completando-o em 23 de dezembro de 2016. Sungmin alistou-se para o serviço militar obrigatório em 31 de março de 2015, completando-o em 30 de dezembro de 2016. EunHyuk alistou-se para o serviço militar obrigatório em 13 de outubro de 2015, completando-o em 12 de julho de 2017. DongHae alistou-se para o serviço militar obrigatório em 15 de outubro de 2015, completando-o em 14 de julho de 2017. Siwon alistou-se para o serviço militar obrigatório em 19 de novembro de 2015, completando-o em 18 de agosto de 2017. Ryeowook alistou-se para o serviço militar obrigatório em 11 de outubro de 2016. Kyuhyun alistou-se para o serviço militar obrigatório em 25 de maio de 2017.
Atualmente, o Super Junior contam com nove integrantes ativos: Leeteuk, Heechul, Yesung, Shindong, Eunhyuk, Donghae, Siwon, Ryeowook e Kyuhyun.
| Integrantes ativos                       | Integrantes ativos | Integrantes ativos | Integrantes ativos | Integrantes ativos               | Integrantes ativos             | Integrantes ativos                                          |
| Nome artístico                           | Nome artístico     | Nome de nascimento | Nome de nascimento | Data de nascimento               | Local de nascimento            | Posição no grupo                                            |
| Romanização                              | Hangul             | Romanização        | Hangul             | Data de nascimento               | Local de nascimento            | Posição no grupo                                            |
| ---------------------------------------- | ------------------ | ------------------ | ------------------ | -------------------------------- | ------------------------------ | ----------------------------------------------------------- |
| Leeteuk                                  | 이특               | Park Jeong Soo     | 박정수             | 1 de julho de 1983 (41 anos)     | Seul                           | Líder, Vocalista Guia e Rapper de Apoio.                    |
| Heechul                                  | 희철               | Kim Hee Chul       | 김희철             | 10 de julho de 1983 (41 anos)    | HoengSeong, GangWon            | Rapper Líder, Vocalista de Apoio e Face.                    |
| Yesung                                   | 예성               | Kim Jong Woon      | 김종훈             | 24 de agosto de 1984 (40 anos)   | Cheonan, ChungCheong do Sul    | Vocalista Principal.                                        |
| Shindong                                 | 신동               | Shin Dong Hee      | 신동희             | 28 de setembro de 1985 (39 anos) | Mungyeong, GyeongSang do Norte | Dançarino Líder, Rapper Guia e Vocalista de Apoio.          |
| EunHyuk                                  | 은혁               | Lee Hyuk Jae       | 이혁재             | 4 de abril de 1986 (38 anos)     | Seul                           | Rapper Principal, Dançarino Principal e Vocalista de Apoio. |
| Siwon                                    | 시원               | Choi Si Won        | 최시원             | 7 de abril de 1986 (38 anos)     | Seul                           | Vocalista Líder e Visual.                                   |
| DongHae                                  | 동해               | Lee Dong Hae       | 이동해             | 15 de outubro de 1986 (38 anos)  | Mokpo, Jeolla do Sul           | Vocalista Líder e Dançarino Líder.                          |
| RyeoWook                                 | 려욱               | Kim Ryeo Wook      | 김려욱             | 21 de junho de 1987 (37 anos)    | Incheon                        | Vocalista Principal.                                        |
| KyuHyun                                  | 규현               | Cho Kyu Hyun       | 조규현             | 3 de fevereiro de 1988 (37 anos) | Seul                           | Vocalista principal e Maknae.                               |
| Integrantes inativos                     |                    |                    |                    |                                  |                                |                                                             |
| Nome artístico                           | Nome artístico     | Nome de nascimento | Nome de nascimento | Data de nascimento               | Local de nascimento            | Posição no grupo                                            |
| Romanização                              | Hangul             | Romanização        | Hangul             | Data de nascimento               | Local de nascimento            | Posição no grupo                                            |
| Sungmin                                  | 성민               | Lee Sung Min       | 이성민             | 1 de janeiro de 1986 (39 anos)   | Goyang, Gyeonggi               | Vocalista Líder e Dançarino Guia                            |
| Integrantes exclusivos do Super Junior-M |                    |                    |                    |                                  |                                |                                                             |
| Nome artístico                           | Nome artístico     | Nome de nascimento | Nome de nascimento | Data de nascimento               | Local de nascimento            | Posição no grupo                                            |
| Romanização                              | Hangul             | Romanização        | Chinês             | Data de nascimento               | Local de nascimento            | Posição no grupo                                            |
| Zhou Mi                                  | 조미               | Zhou Mi            | 周覓               | 19 de abril de 1986 (38 anos)    | Wuhan, Hubei                   | Vocalista principal e Rapper Guia                           |
| Ex-integrantes                           |                    |                    |                    |                                  |                                |                                                             |
| Nome artístico                           | Nome artístico     | Nome de nascimento | Nome de nascimento | Data de nascimento               | Local de nascimento            | Posição no grupo                                            |
| Romanização                              | Hangul             | Romanização        | Chinês/Hangul      | Data de nascimento               | Local de nascimento            | Posição no grupo                                            |
| Han Geng                                 | 한겐               | Han Geng           | 韩庚               | 9 de fevereiro de 1984 (41 anos) | MudanJiang, HeilongJiang       | Dançarino Guia e Vocalista de Apoio                         |
| KangIn                                   | 강인               | Kim Young Woon     | 김영운             | 17 de janeiro de 1985 (40 anos)  | Seul                           | Vocalista Líder.                                            |
| Kibum                                    | 기범               | Kim Ki Bum         | 김기범             | 21 de agosto de 1987 (37 anos)   | Seul                           | Rapper Guia e Vocalista de Apoio                            |
| Henry                                    | 헨리               | Henry Lau          | 劉憲華             | 11 de outubro de 1989 (35 anos)  | Toronto, Ontario               | Dançarino Guia, Vocalista Guia, Rapper Guia e Maknae        |

## Subgrupos
Desde a estreia do grupo em 2005, foram criados cinco subgrupos derivados do Super Junior. Com a exceção de Kibum, todos os integrantes participam pelo menos de um subgrupo. A criação de subgrupos foi parte de uma estratégia da SM Entertainment para não limitar as atividades dos integrantes do grupo somente ao Super Junior. Além disso, o objetivo dessas formações era mostrar que o Super Junior poderia acomodar e executar diferentes gêneros musicais. Esta estratégia foi posteriormente contestada por críticos, e tem influenciado uma grande quantidade de outros grupos musicais da Coreia do Sul a criar subgrupos oficiais e não oficiais.
| Nome e integrantes - Super Junior-K.R.Y. – Kyuhyun, Ryeowook, Yesung - Super Junior-T – Leeteuk, Heechul, Shindong, Sungmin, Eunhyuk - Super Junior-M – Sungmin, Eunhyuk, Siwon, Zhou Mi, Donghae, Ryeowook, Kyuhyun - Super Junior-H – Leeteuk, Yesung, Shindong, Sungmin, Eunhyuk - Super Junior-D&E – Donghae, Eunhyuk |

## Estilo musical e imagem

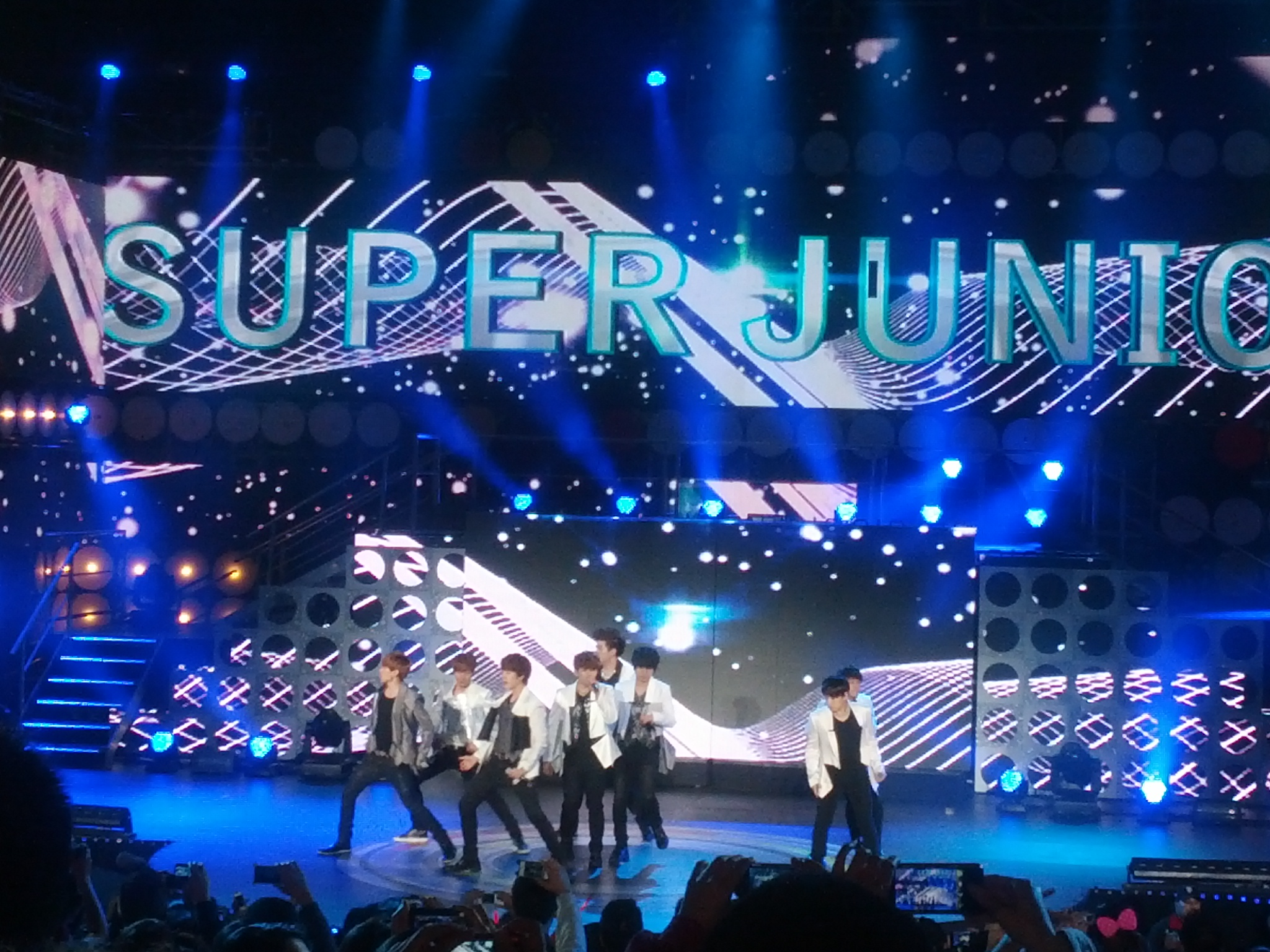
Super Junior apresentando-se durante o MBC Korean Music Wave In Google, em 2012.

Durante o início de sua carreira, o estilo musical predominante era o bubblegum pop. Canções do primeiro álbum de estúdio, Twins (Knock Out), exploraram bastante o estilo, apesar de o single principal do álbum ser baseado em um estilo mais agressivo, o rap rock. Em 2007, com o lançamento de Don't Don, o grupo realizou uma transição radical, tanto no estilo musical quanto em sua imagem, explorando o ethereal e o rock alternativo. À época, os integrantes descoloriram seus cabelos e utilizavam penteados extravagantes, que eram influências das modas punk e hip hop. Em 2009, há o amadurecimento musical do grupo com o lançamento de Sorry, Sorry. O álbum explora gêneros mais maduros, em evidência o pop e o R&B contemporâneo, trabalhando com canções mais serenas, sendo dominado totalmente por vocais harmoniosos. Para o próprio Super Junior, Sorry, Sorry é fortemente relacionado com o verdadeiro estilo musical do grupo, diferente do que aconteceu com seus lançamentos anteriores.  Para Sorry, Sorry, Super Junior aderiu uma imagem mais clássica e sofisticada em comparação ao estilo de seu álbum anterior. Desde então, o grupo assumiu uma identidade mais adulta e masculina, que é facilmente percebida em seus lançamentos a partir de Bonamana.
Em suas canções, Super Junior trabalha constantemente com Yoo Young-jin, que produziu grande parte do material do grupo desde sua estreia. Young-jin é conhecido por criar o SMP Style (SM Music Performance Style), gênero musical que envolve em equilíbrio o rock, R&B e rap, complementados por guitarra, baixo e outros instrumentos de percussão, usado com destaque no segundo álbum de estúdio do grupo, Don't Don. A partir de Sorry, Sorry e Bonamana, os estilos utilizados foram o pop e o R&B contemporâneo e, recentemente, os estilos mais utilizados na maioria das músicas do grupo são o electropop e o synthpop, formando o "SJ Funky", estilo próprio do grupo, que consiste em sonoridade eletrônica e elementos do funk, letras e melodias semelhantes em repetição e adição de uma performance sofisticada. O grupo também é aclamado por sua harmonização vocal e por incorporar diferentes tipos de belting em suas canções.

## Filantropia
Super Junior foi nomeado como embaixador da boa vontade para o quinquagésimo aniversário da estabilização das relações diplomáticas entre a Coreia do Sul e a Tailândia, em 2008, honrando o bom relacionamento mantido entre as duas nações nos últimos cinquenta anos. 

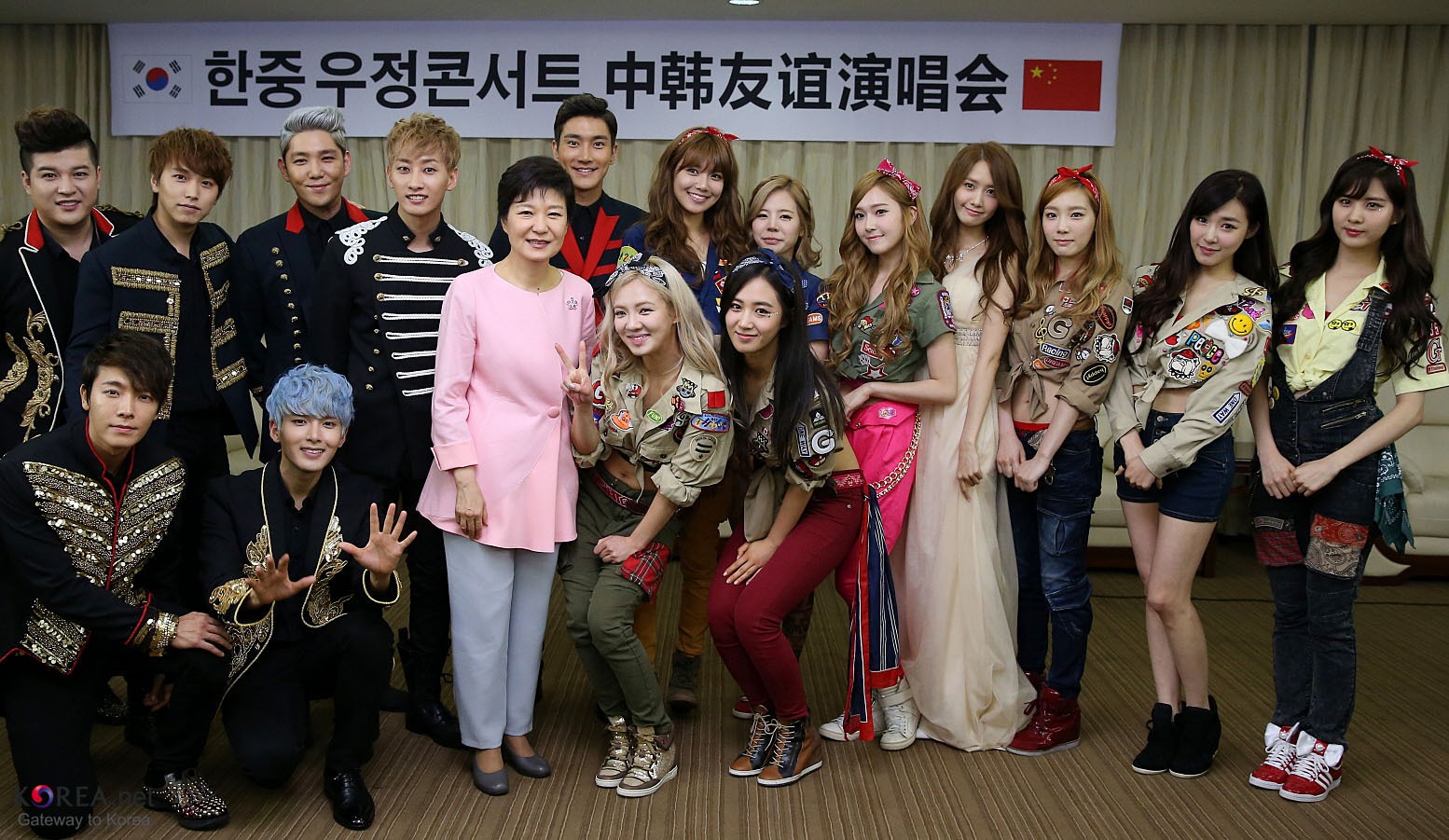
Super Junior, a presidente sul-coreana Park Geun-hye e o girl group Girls' Generation em 2013.

 Em 20 de fevereiro de 2010, os integrantes do grupo foram nomeados como embaixadores do turismo de Taiwan.
Super Junior participou de uma campanha de doação de sangue promovida em setembro de 2007  e em 14 de junho de 2010, foram nomeados como embaixadores da Cruz Vermelha para o Dia Mundial do Doador de Sangue, juntamente com o girl group f(x).
Em 3 de março de 2011, o grupo foi nomeado pelo Ministério da Alimentação, Agricultura, Florestas e Pesca da Coreia como embaixador honorário por promover a culinária coreana em todo o mundo. Em 17 de junho do mesmo ano, foram escolhidos para serem os embaixadores do Seoul Summer Sale 2011. Eles também foram nomeados para a mesma posição para a Seoul Summer Sale 2012. Ainda em 2011, o grupo foi nomeado como embaixador do Turismo da Coreia e da LG.
Devido a sua popularidade, eles foram escolhidos para serem endorses da Lotte Duty Free e Donghae e Siwon para serem endorses da famosa linha de roupas filipina Bench. Kyuhyun é endorser da Masita e, junto com Siwon, é endorser da SK Telecom. Em 4 de setembro de 2012, Super Junior foi nomeado como embaixador honorário do Distrito de Gangnam, em Seul.

## Controvérsias

### Expansão para a China
Após os subgrupos Super Junior-K.R.Y. e Super Junior-T terem estreado e promovido, a SM. Entertainment anunciou,  em 2 de outubro de 2007, o nascimento de um novo projeto de subgrupo do Super Junior que iniciaria atividades na China, a partir de 2008. Zhou Mi e o trainee Henry, que anteriormente havia participado de "Don't Don!", foram anunciados como dois dos sete integrantes totais.
O anúncio trouxe uma enorme onda de insatisfação e oposição de alguns fãs após o anúncio. Alguns membros do fã-clube oficial assinaram petições online e realizaram protestos para expressarem sua insatisfação e oposição em relação à adição de um décimo quarto membro no grupo, temendo que um dos integrantes "originais" fosse "substituído". Muitos fãs planejaram boicotar produtos, mas executaram protestos silenciosos em frente do edifício principal da SM Entertainment em Seul, segurando cartazes com o slogan "Only 13" (em português, "Somente 13").
Mais de mil fãs apareceram na frente do prédio da companhia num terceiro protesto em 3 de novembro de 2007. Em vez de um protesto silencioso, os fãs cantaram várias músicas do Super Junior e gritaram "treze". Depois de mais rumores sobre a adição de um outro membro, os fãs decidiram ganhar uma representação legal, como acionistas da empresa. Em 20 de março de 2008, os fãs do grupo compraram 58.206 ações da SM Entertainment, mantendo 0,3% de todo o estoque da empresa. Os fãs também lançaram uma declaração através da mídia, afirmando que iriam evitar de todas as formas que a SM Entertainment adicionasse novos integrantes no grupo, mantendo Super Junior com apenas treze membros.

### Conflito com a MBC
Uma disputa de horários ocorreu entre a SM Entertainment e a MBC, quando a empresa do grupo insistiu que Kangin permanecesse no programa Exploradores do Corpo Humano, da SBS, em vez do programa da MBC, Sunday Night Dong-An Club, onde ele era apresentador regular. A MBC proibiu temporariamente o resto do Super Junior de aparecer em todas as performances futuras e shows organizados pela emissora e Kangin perdeu seu posto de MC do programa Show! Music Core para T.O.P, do BIGBANG e também de mais dois programas de variedades, que logo foram cancelados devido à baixa audiência após sua saída. A emissora exigiu um pedido de desculpas por parte da SM Entertainment para que o Super Junior pudesse aparecer novamente em programas exibidos pelo canal. No entanto, a MBC concluiu que a proibição do grupo  nunca foi oficial, mas apenas uma decisão dos produtores do canal.

### Ação judicial e saída de Han Geng do grupo

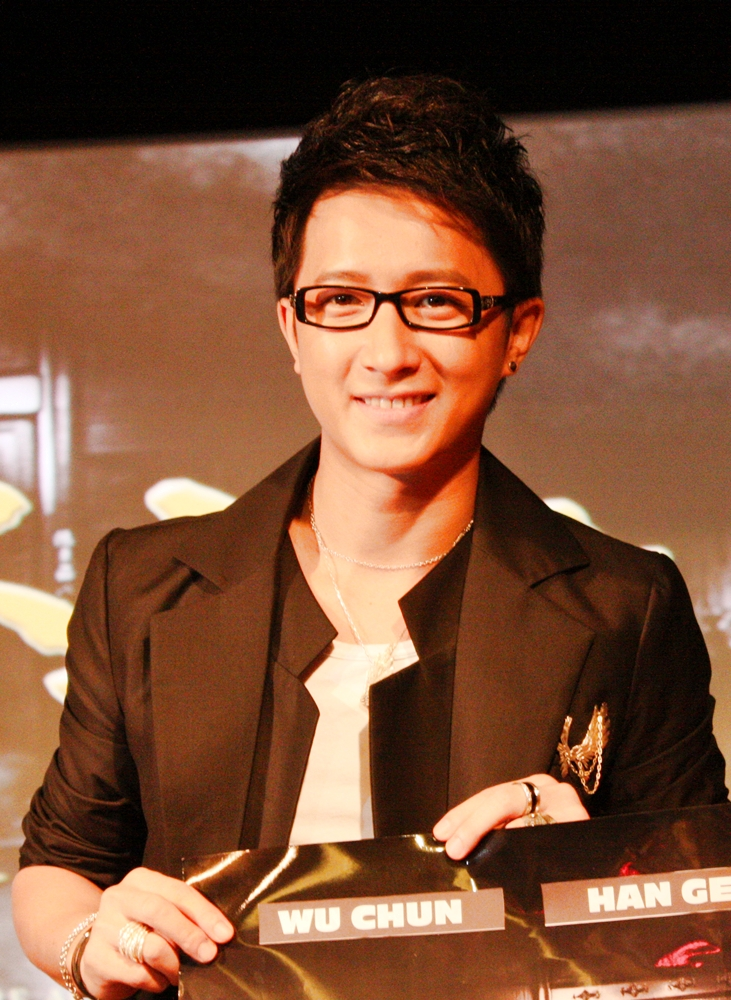
Han Geng durante uma conferência de imprensa em 2011, quando já seguia carreira solo.

Em 21 de dezembro de 2009, Han Geng entrou com um pedido de rescisão de contrato da SM Entertainment. No dia seguinte, seu advogado divulgou os motivos do pedido de rescisão. Segundo ele, o contrato tinha disposições apenas a favor da SM Entertainment, com uma duração ilegal de 13 anos; Han Geng não foi autorizado a solicitar uma revisão de seu contrato, foi forçado a realizar atividades contra a sua vontade e que não constavam em seu contrato, foi ameaçado de ser multado se desobedecesse a empresa, perdesse ou se atrasasse em algum evento e que não havia uma distribuição de lucro justa para ele. Além disso, foi divulgado que, devido a recusa da SM Entertainment de lhe ceder um período de descanso em mais de dois anos, ele havia desenvolvido gastrite e doença renal.
O atual manager de Han Geng, Sun Le, também apresentou uma declaração ao tribunal sul-coreano citando violação dos direitos de Han Geng pela SM Entertainment. Esta declaração, mais tarde, foi vazada para o público através da internet. Embora a grande suspeita de que a declaração havia sido criada por um fã, ela foi confirmada como legítima mais tarde. A declaração de Sun Le sustentava que Han Geng foi forçado a usar uma máscara devido a problemas de manuseio da SM Entertainment na questão de seu visto; que a empresa discriminou Han Geng e sua família propositalmente, se recusou a ouvir qualquer das sugestões de Han Geng e recusou atividades individuais para Han Geng (incluindo uma participação em um videoclipe de Ariel Lin, que mais tarde foi estrelado por dois outros membros do Super Junior).
Em 21 de dezembro de 2010, o Tribunal Distrital Central de Seul decidiu a favor de Han Geng. No entanto, um representante da SM Entertainment disse que a empresa apresentaria um recurso imediato para reverter a decisão. Em 25 de setembro de 2011, o Tribunal de Seul anunciou que havia recebido um pedido do advogado de Han Geng para remover sua alegação feita contra a SM Entertainment. Dois dias depois, Han Geng e a SM Entertainment chegaram oficialmente a um acordo mútuo sobre seu contrato, encerrando o caso. Han Geng já não tem qualquer ligação judicial com sua antiga empresa, como afirma a Yue Hua Entertainment, empresa de gestão atual do cantor.

## Prêmios e reconhecimento
Ao longo dos anos, o Super Junior tem recebido diversos prêmios. Sua canção "U" lhe rendeu seu primeiro prêmio musical, o SBS Popular Songs Mutizen Song em junho de 2006. O single recebeu mais quatro prêmios musicais distintos, e o grupo conquistou seu primeiro prêmio no KM Music Festival de Melhor Novo Artista em novembro de 2006. O grupo já venceu vinte prêmios musicais no Golden Disc Awards, treze no Mnet Asian Music Awards e doze no Seoul Music Awards. É o primeiro artista asiático a vencer o prêmio de Artista Internacional no Teen Choice Awards de 2015. Além disso, é o primeiro artista estrangeiro a ganhar o prêmio de Artista Asiático do Ano na Tencent Stars Magnificent Ceremony na China, e também é o segundo grupo musical a vencer o Artista Favorito da Coreia no MTV Asia Awards, após o jtL em 2003.
O Super Junior ganhou o Prêmio a uma Lenda, um título especial concedido pelo Asia Artist Awards em novembro de 2017 e também ganhou o de Gravação Superior de K-Pop em novembro de 2019 devido às suas contribuições proeminentes na onda coreana, levando o K-pop ao seu estado atual de consciência global. Em janeiro de 2019, o grupo venceu o Prêmio de Artista do Ano no KKBox Music Awards em Taiwan, tornando-o primeiro artista não chinês a fazê-lo.
Seus esforços por seu estilo de se vestir e moda, também ganharam reconhecimento. O Super Junior foi aclamado como os artistas mais bem vestidos no Summer Break 20's Choice Awards de 2007, e também recebeu uma indicação semelhante no ano seguinte. O grupo também ganhou títulos por sua coreografia de dança e popularidade.

## Discografia
| Álbuns de estúdio coreanos - SuperJunior05 (Twins) (2005) - Don't Don (2007) - Sorry, Sorry (2009) - Bonamana (2010) - Mr. Simple (2011) - Sexy, Free & Single (2012) - Mamacita (2014) - Devil (2015) - Play (2017) - Time_Slip (2019) - The Renaissance (2021) | Álbuns de estúdio japoneses - Hero (2013) - Star (2021) |

## Turnês e concertos
| - The 1st Asia Tour: Super Show (2008–2009) - The 2nd Asia Tour: Super Show 2 (2009–2010) - The 3rd Asia Tour: Super Show 3 (2010–2011) - Super Junior World Tour: Super Show 4 (2011–2012) - Super Junior World Tour: Super Show 5 (2013–2014) - Super Junior World Tour: Super Show 6 (2014–2015) - Super Junior World Tour: Super Show 7 (2017–2018) | - SM Town Live '07 Summer Concert (2007) - SM Town Live '08 (2008–2009) - SM Town Live '10 World Tour (2010–2011) - SM Town Live World Tour III (2012–2013) - SM Town Week (2013) - SM Town Live World Tour IV (2014–2015) - SM Town Live World Tour V (2016) - SM Town Live World Tour VI (2017–18) |

## Fã-clube
- Nome oficial: E.L.F. (acrônimo para Everlasting Friends, traduzido para o português como "Amigos Eternos" ou "Amigos para Sempre")[251][252]
- Cor oficial: Azul safira perolado      [252]